# Roque Esteban Scarpa
Roque Esteban Scarpa Straboni (Punta Arenas, 26 de marzo de 1914-Santiago, 11 de enero de 1995) fue un crítico literario, académico y literato chileno, hijo de padre croata y madre italiana. Era tío abuelo, por el lado paterno, del actual presidente de la República de Chile, Gabriel Boric Font.

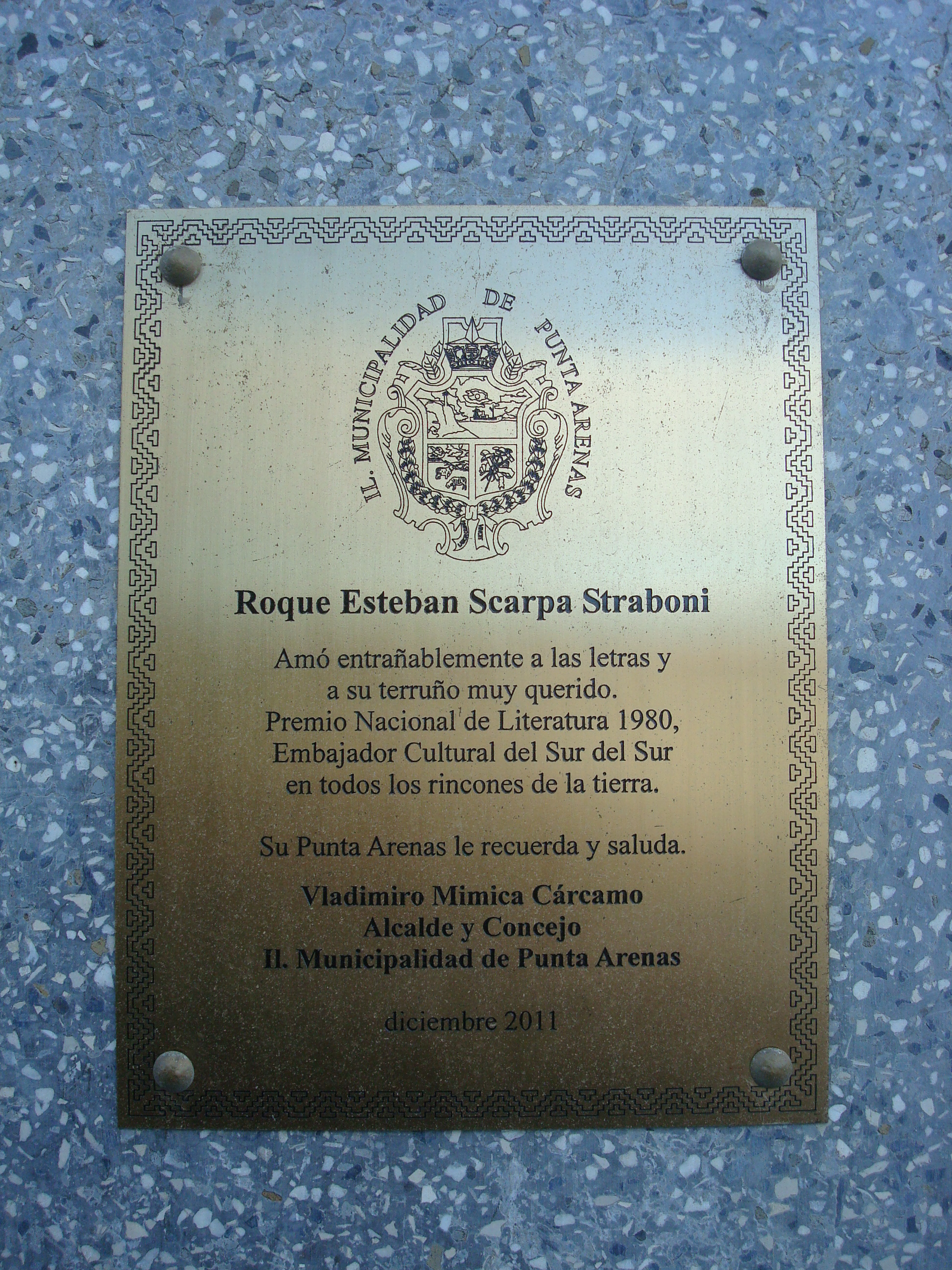
Placa conmemorativa del escritor en el cementerio municipal de Punta Arenas

Scarpa estudió en el colegio San José (Padres Salesianos). Luego en el liceo fiscal de su ciudad natal. Ejecutivo y soñador, fundó la revista escolar " Germinal" y dirigió el grupo literario Revelación. Bachiller a los 15 años, en 1930 se trasladó a Santiago con el propósito de estudiar alguna carrera universitaria, siempre y cuando esta no fuera pedagogía. Cursó cuatro años de química y farmacia, pero ejerció la docencia escolar y universitaria, esta última, por más de medio siglo.
Se desempeñó como profesor de literatura en la Universidad de Chile y fue un destacado miembro de la Academia Chilena de la Lengua. Funda en 1943 el Teatro de Ensayo de la Universidad Católica de Chile.  Director de la Biblioteca Nacional de Chile (1967-1971) y de la Dirección de Bibliotecas, Archivos y Museos (Dibam) entre 1973 y 1976. En este último cargo, Scarpa se vio a forzado a renunciar por exigencia del régimen militar, afín de cederle el cargo al escritor Enrique Campos Menéndez, quien en aquel entonces era asesor cultural de la dictadura.
Tuvo el cargo de crítico literario en los diarios El Mercurio y La Aurora. En España fue condecorado con "La Gran Cruz de Alfonso X, el sabio".
Recibió el Premio Nacional de Literatura Chileno en 1980.
Sus restos están enterrados en el cementerio municipal de Punta Arenas, en un mausoleo compartido por la familia Scarpa Straboni.

## Obras literarias

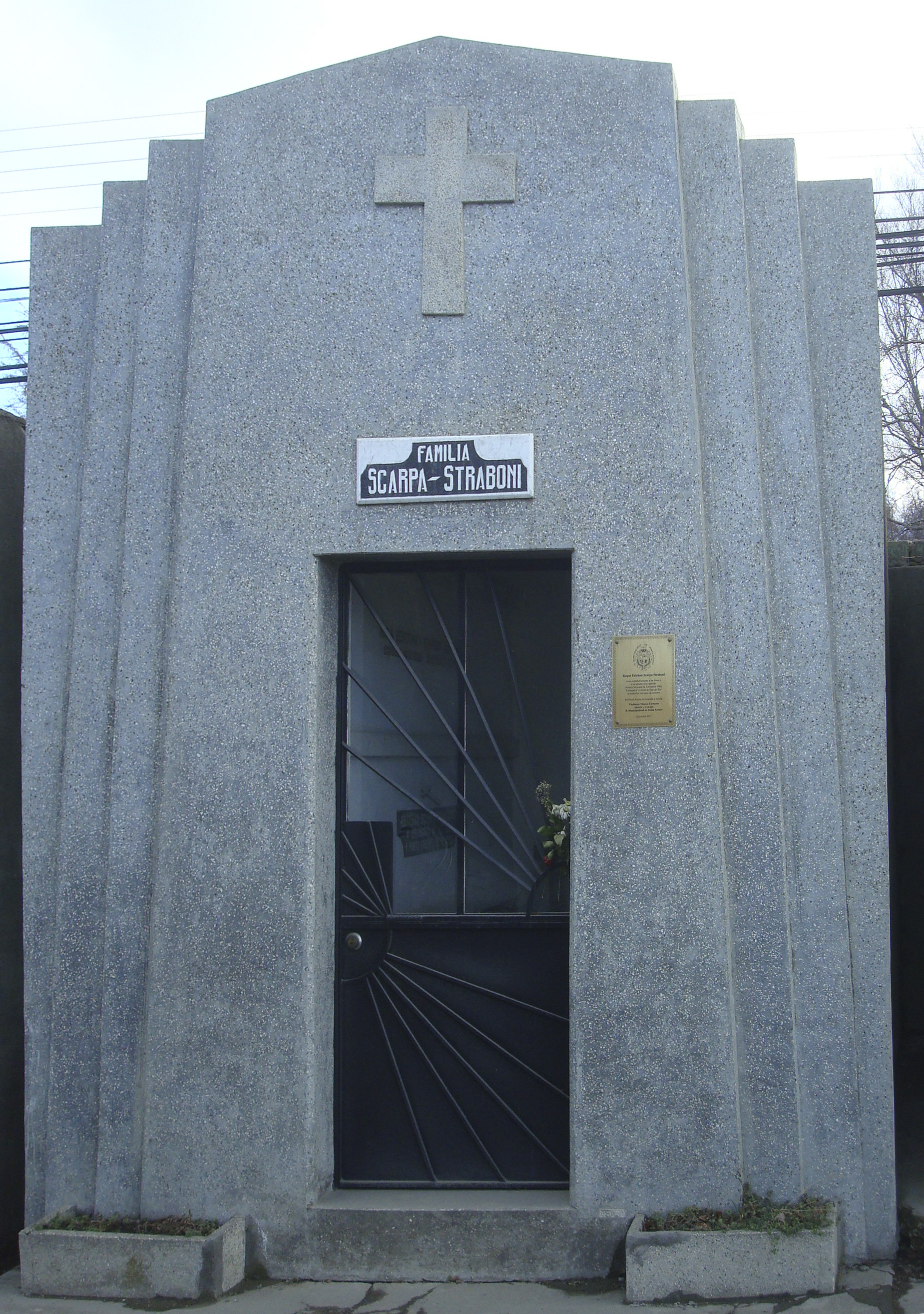
Mausoleo donde está enterrado el escritor

- Dos poetas españoles: Federico García Lorca, Rafael Alberti (1935)
- La raya en el aire. Editorial Nascimento. Santiago. 1978 (1937)
- Mortal mantenimiento (1942)
- Cancionero de Hammud (1942)
- Las figuras del tiempo. Primera edición, bajo el título “El tiempo”. Ediciones Estudios. Santiago. 1942. Tercera edición: Editorial Nascimento. Santiago. 1979 (1942)
- Luz de ayer (poesía 1940-45) (1951)
- El dios prestado por un día. Primera edición: Editorial Universitaria. Santiago. 1976. Segunda edición en “No tengo tiempo”. Tomo I. Editorial Nascimento. Santiago. 1977. Premio Municipal de Poesía, 1978. (1976)
- El ojo cazado en la red de silencio (1976). Segundo volumen de “No tengo tiempo”. Primera edici6n: Editorial Nascimento. Santiago. 1977. Premio Municipal de Poesía, 1978. (1976)
- Rodeado estoy de dioses. Tercer volumen de “No tengo tiempo”. Primera edición: Editorial Nascimento, 1977. Premio Municipal de Poesía, 1978. (1976)
- Una mujer nada de tonta (1976)
- Con ansias vivas y sin mortal cuidado. Edición privada, fuera de comercio. Santiago, 1977. (1977)
- El árbol deshojado de sonrisas. Editorial Nascimento. Santiago. 1977. (1977)
- No tengo tiempo: (poesía 1976) (1977)
- La desterrada en su patria: Gabriela Mistral en Magallanes: 1918-1920 (1977)
- La insula radiante. Editorial Nascimento. Santiago, 1978. Segunda edición: Editorial Universitaria. Santiago, 1981. (1978)
- El laberinto sin muros (1981)